# 15-й піхотний полк (Австро-Угорщина)

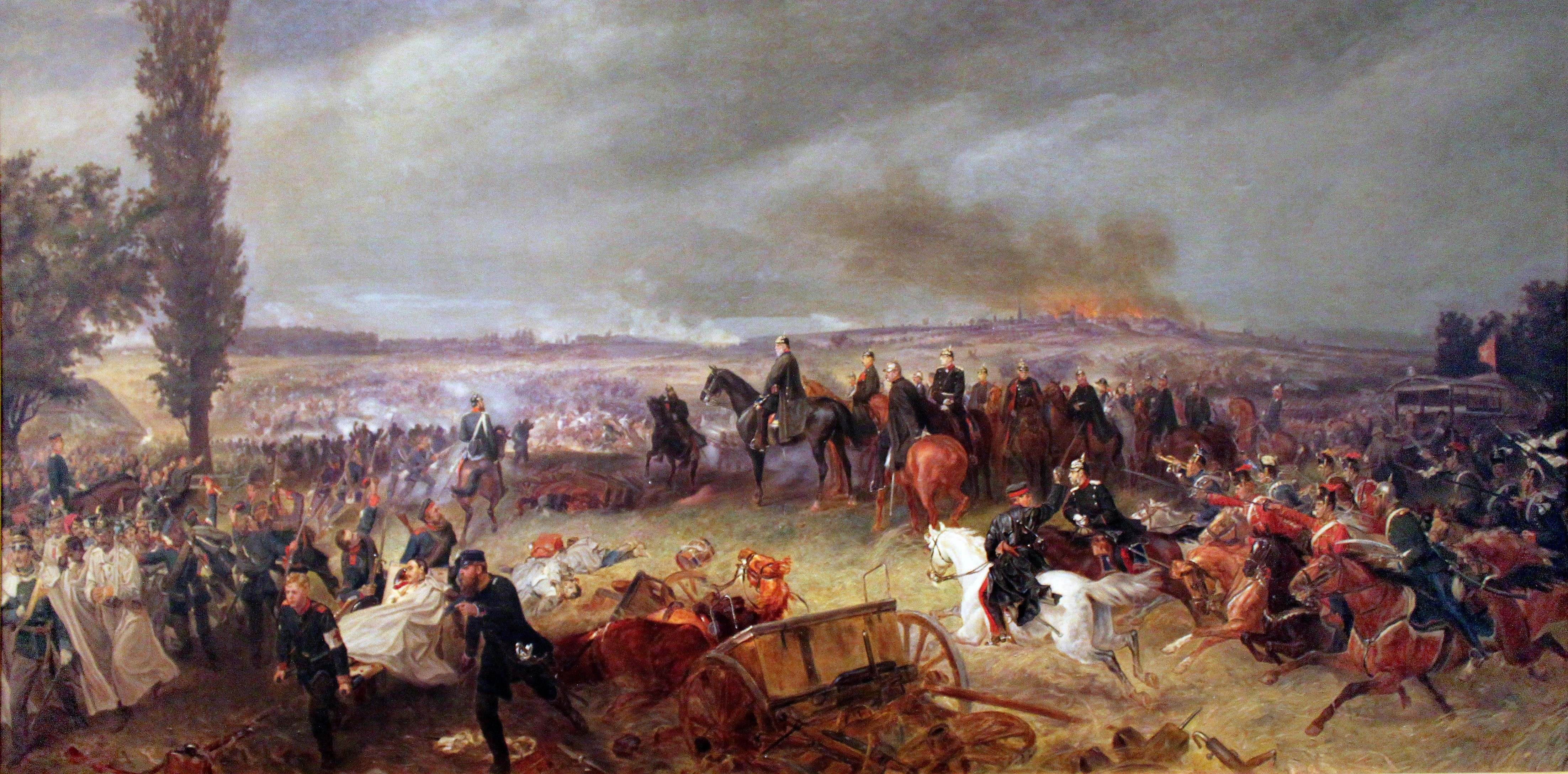
Битва під Садовою, 1866.

15-й Галицький піхотний полк «барона фон Георгі» (нім. k.u.k. Galizisches Infanterie Regiment «Freiherr von Georgi» Nr. 15, 15 IR.) — піхотний полк Спільної армії Збройних сил Австро-Угорщини. Один з полків з великою кількість українців в своєму складі.

## Історія
Полк було створено в 1701 році під назвою Лотаринзький ляйбрегімент Оснабрюк (нім. Lothringishes Leibregiment Osnabrük). Першими полковниками-власниками полку були представники Сусаннанзького дому.
В 1736 р., внаслідок передачі Лотаринзького та Барського герцогств до Франції, полк було переведно в Богемію та рефермовано в суто австрійський полк. В цьому ж році полк отримав нового почесного шефа — графа Лукаса де Паллавічіні.
Штаб–квартири: Тернопіль (1815), Сянік (1818), Золочів (1831—1852), Тернопіль (1853—1894), Прага (1873), Яромерж (1881), Відень (1882), Львів (1894—1911), Тернопіль (1912—1914). Округ поповнення: Тернопіль (№ 15), на території 11-го армійського корпусу.
У Львові полк дислокувався на вул. Курковій, 12 (тепер вул. Лисенка) та вулиці Яблоновських (тепер вул. Шота Руставелі).
Полкове свято відзначалося 22 травня, в річницю битви під Асперном в 1809 р.

#### Листопадовий чин(1 листопада 1918)
Історія Листопадового чину тісно пов'язана з 15-м піхотним полком. На полк покладалися завдання по захопленню: Залізничного вокзалу (четар Полянський, 47 стрільців), жандармерія (1 старшина, 50 стрільців), Головна пошта (1 підстаршина, 10 стрільців), казарми Фердинанда (1 старшина, 50 стрільців), Австро-Угорський банк (четар Витвицький), казарми Яблонських (1 старшина, 80 стрільців), намісництво (хорунжий Сендецький, 80 стрільців), Двірець Персенківка (1 старшина, 30 стрільців), казарми при вулиці Курковій (1 старшина, 100 стрільців), Військова команда Львова (четар Трух, 30 стрільців).
У ніч на 1 листопада 1918 р. Українська Національна Рада розпочала перебирати владу у свої руки. Операцію розпочав 15-й полк під командуванням поручника Микитка полк здійснив штурм казарм на вул. Курковій. Роззброював польських легіоністів у казармах хорунжий Панас. В результаті діяльності Центрального військового комітету 1 листопада 1918 року в місті Львові на базі 15-го піхотного полку було сформовано 1-й львівський піхотний полк імені князя Льва. Він став першою військовою українською частиною на західноукраїнських землях у ХХ столітті.

## Бойовий шлях
В 1701–1714 рр. полк брав участь у Війні за іспанську спадщину. Зокрема, з 19 червня по 12 вересня 1702 р. тримав облогу та атакував Ландау, 19 квітня 1703 р. бився при Штальгофені, в 1706 р. — облога Сузи, 10 липня 1710 — битва при Альменарі, а 10 жовтня того ж року — битва при Віллавісьозі.
18 травня 1794 р. полк бився під Неєрвіндером.
В 1805 р. обороняв місто Ульм.
Відзначився в битві при Асперні 21–22 травня 1809 р.
В 1866 р. воював в Австро-прусській війні. Входив до складу 8-го армійського корпусу під командуванням ерцгерцога Леопольда. 3 липня 1866 р. брав участь у битві під Садовою. В складі корпусу займав позиції на лівому фланзі, вів бої цілий день, не даючи прусській армії обійти фланг австрійських і саксонських військ.
В Першій світовій війні полк розпочав свої бойові дії в Галичині в складі 11-ї піхотної дивізії, яка займала позиції біля Бережан. По закінченні протистояння з Російською армією був перекинутий на Італійський фронт, на якому пробув до 1918 року.

## Склад
- 1-й батальйон (1903—1904: Львів; 1905—1911: Великі Мости; 1912—1914: Тернопіль);
- 2-й батальйон (1903—1914: Львів);
- 3-й батальйон (1903—1911: Львів; 1912—1914: Тернопіль);
- 4-й батальйон (1903—1911: Львів; 1912—1914: Тернопіль).

Національний склад (1914):
- 62 % — українці;
- 29 % — поляки;
- 9 % — інші національності.[2]

## Почесні шефи
- 1712—1836: фельдмаршал Карл Лотаринзький;
- 1736—1807: граф Лукас де Паллавічіні;
- 1807—1827: фельдмаршал-лейтенант барон Антон фон Цах;
- 1827—1846: імператор Бразилії Педру II;
- 1846—1905: великий герцог Люксембургу Адольф І;
- 1906—1912: великий герцог Люксембургу Вільгельм IV;
- 1912—1918: генерал-полковник Фрідріх фон Георгі.

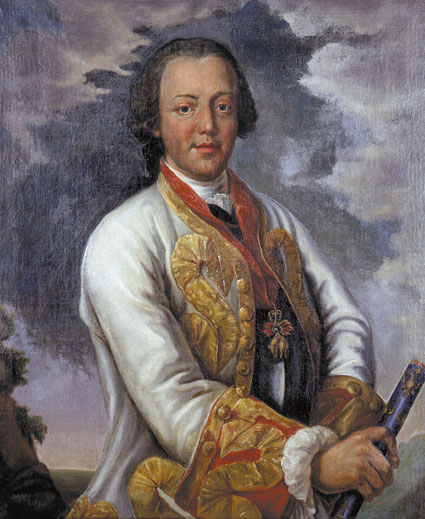
Фельдмаршал Карл Лотаринзький
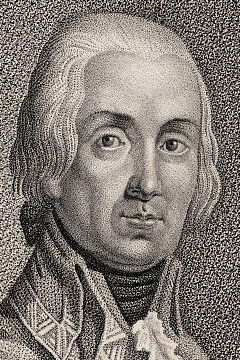
Барон Антон фон Цах
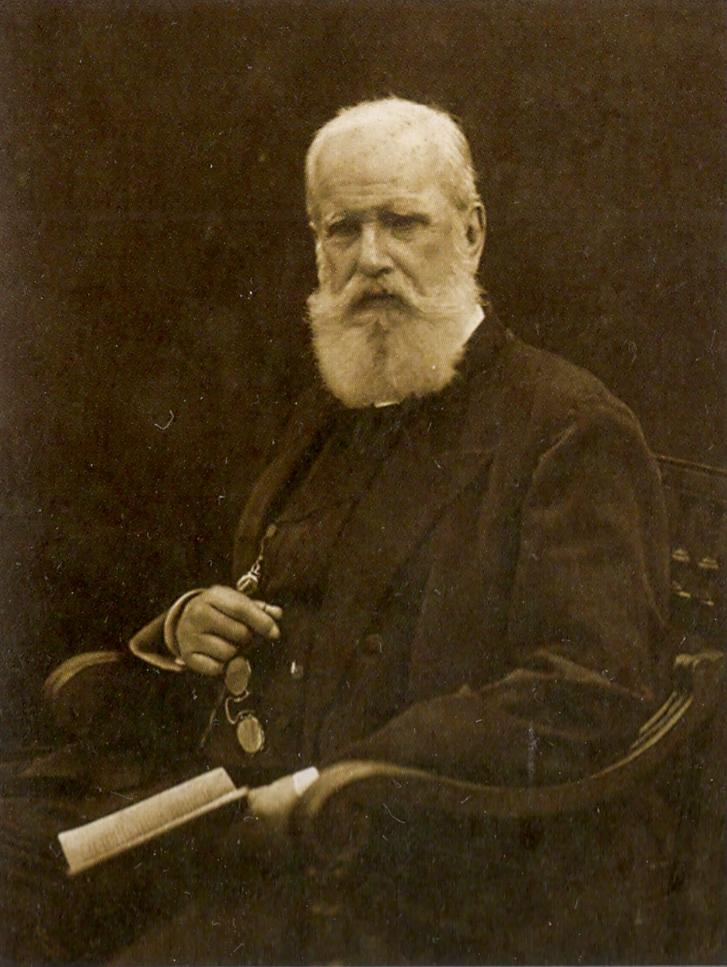
Імператор Бразилії Педру II
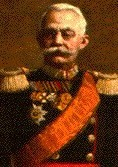
Великий герцог Люксембургу Адольф І
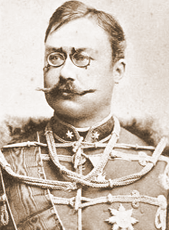
Великий герцог Люксембургу Вільгельм IV
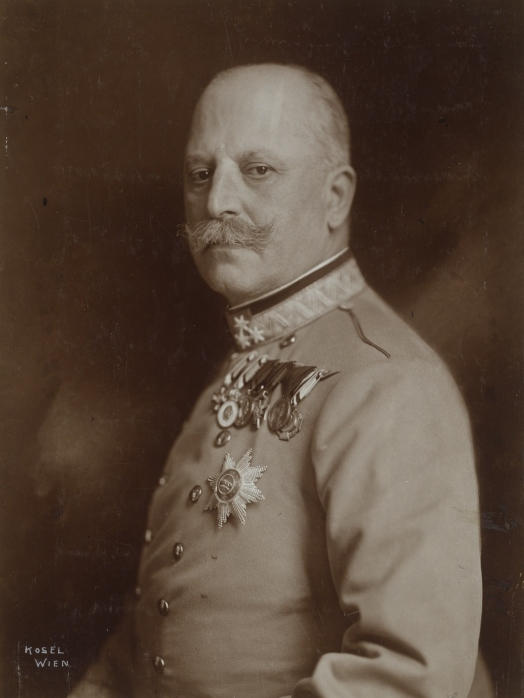
Генерал-полковник Фрідріх фон Георгі

## Командування
- 1873: полковник Юліус Шивіз фон Шивізгофен;
- 1881—1883: полковник Норберт фон Неметі;
- 1883– ?: полковник Франц Йозеф фон Пілат;
- 1898—1899: полковник Лео Гузек;
- 1903—1906: полковник Йозеф Антоніно;
- 1906—1910: полковник Річард Новак;
- 1910—1911: полковник Фрідріх Едель фон Скала;
- 1912—1914: полковник Рудольф Рудель;
- 1914: полковник Фердинанд Фогт.

## Підпорядкування
В 1914 р. полк входив до складу 22-ї піхотної бригади 11-ї піхотної дивізії.

## Однострій

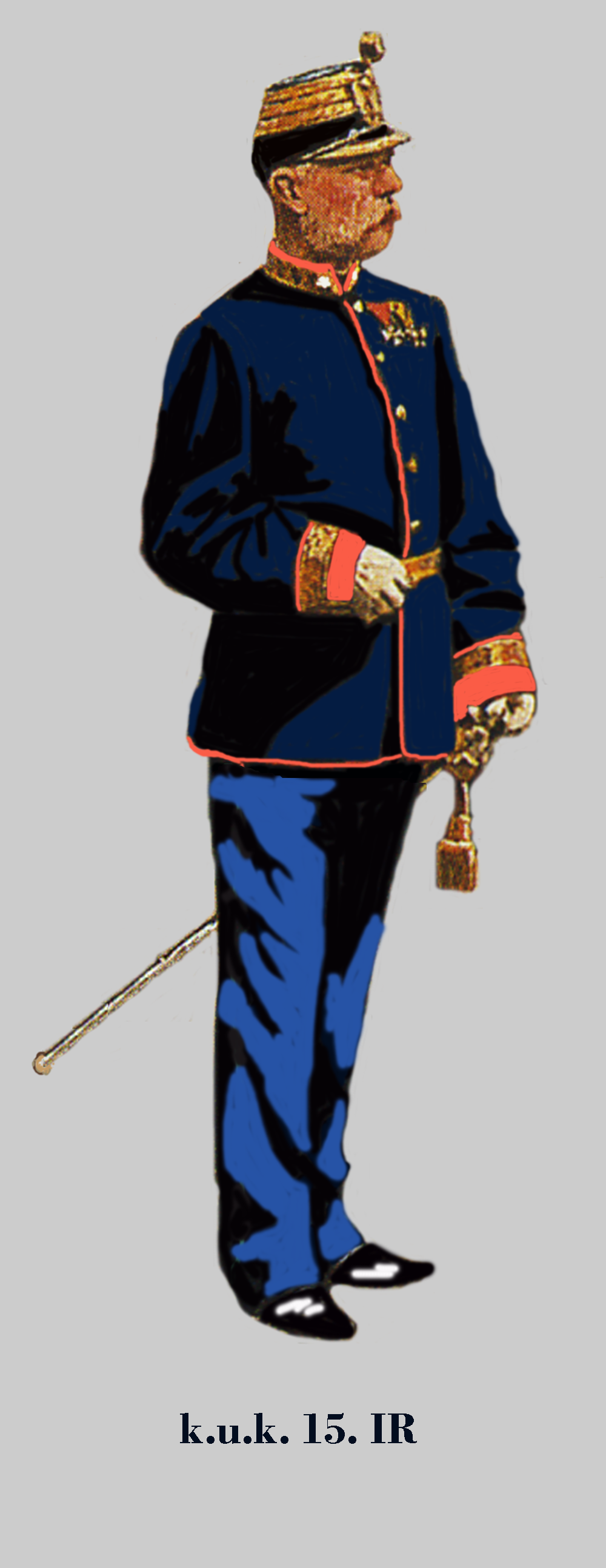
Майор 15-го піхотного полку.
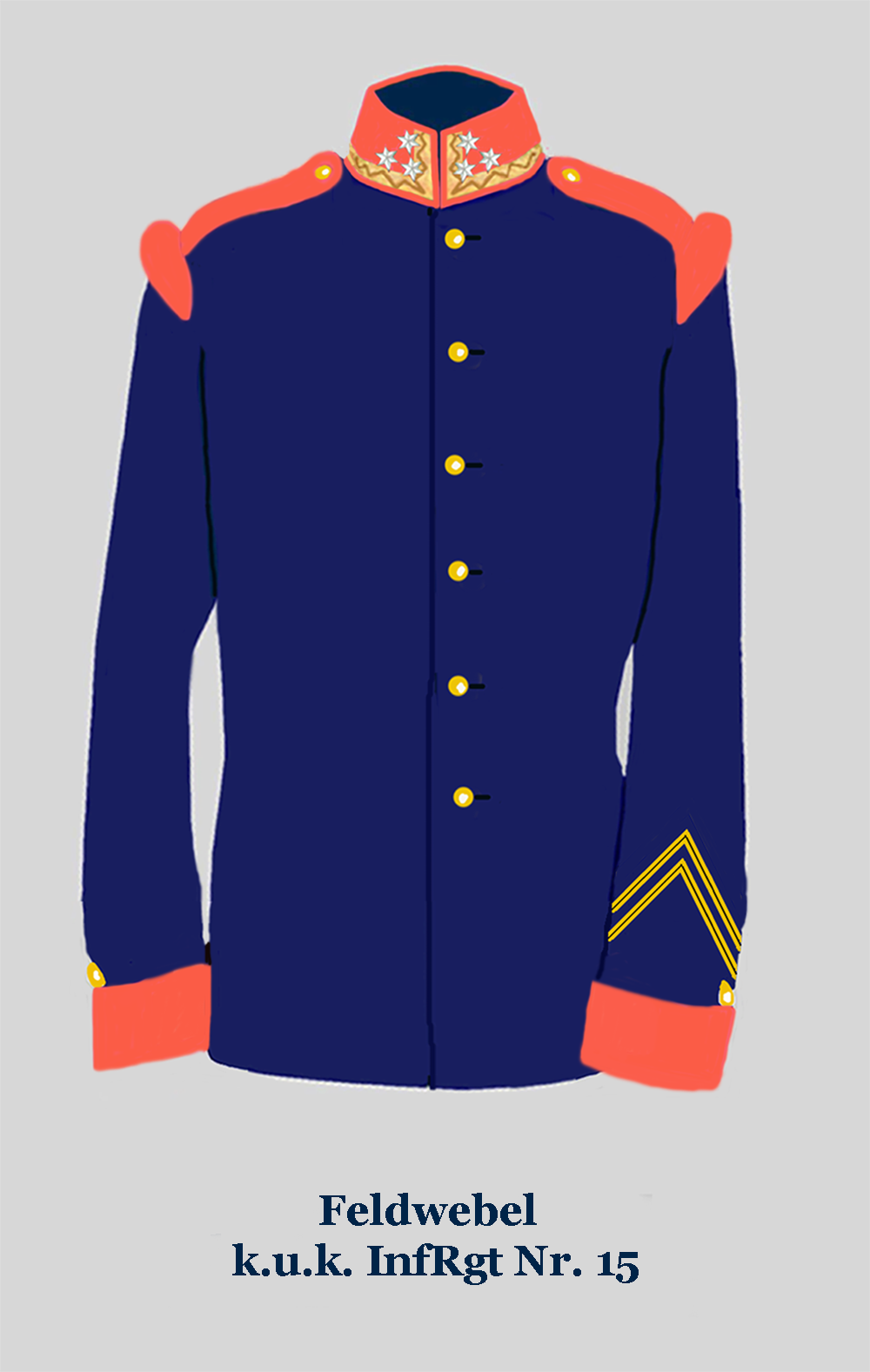
Мундир фельдфебеля 15-го піхотного полку.
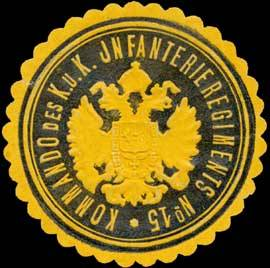
Печатка полку.

## Військовослужбовці
Українці:
- Березюк Михайло (1882, Реклинець — 27.10.1916) — солдат 4-ї роти 15-го піхотного полку. Загинув в бою;[5]
- Ключка Петро (1884, Реклинець — 1956, Реклинець) — солдат 15-ї роти 15-го піхотного полку, був ранений;[5]
- Рудницький Іван–Теодор (20.11.1887, Бедриківці — 03.03.1951, Гекстер) — командант скорострільної сотні. Галицький громадський і військовий діяч, родом з-під Заліщиків на Тернопільщині. Доктор права;
- Владика Степан Федорович (13.06.1890, Реклинець — ?) — солдат 10-ї роти 15-го піхотного полку, потрапив в італійський полон (м. Падуя);[6]
- Гнатів Іван Іванович (14.08.1890, Реклинець — ?) — солдат 14-ї роти 15-го піхотного полку, був ранений;[6]
- Кроп Степан Олексійкович (05.01.1892, Реклинець — 1972, Реклинець) солдат 4-ї роти 15-го піхотного полку, був ранений;[7]
- Бусько Пантелеймон Семенович (05.08.1894, Реклинець — ?) — солдат 16-ї роти 15-го піхотного полку, був ранений;[5]
- Хвальбота Петро (01.07.1895, Реклинець — 25.12.1916) — солдат 16-ї роти 15-го піхотного полку, загинув в бою;[8]
- Хвалібота Симеон (13.09.1895, Реклинець — 28.03.1917, Пісек) — солдат 4-го вздводу, 16-ї роти 15-го піхотного полку, помер у госпіталі, похований на військовому цвинтарі могила № 115 у м. Пісек;
- Дячик Михайло (12.10.1896, Реклинець — ?) — солдат 16-ї роти 15-го піхотного полку, був ранений;[5]

## Пам'ять
- Поховання 66-х бійців 15-го піхотного полку розміщене в с. Боратичі Львівської області (більшість солдат вихідці із Тернополя, Збаража, Скалата, Теребовлі, Бережан);[9]

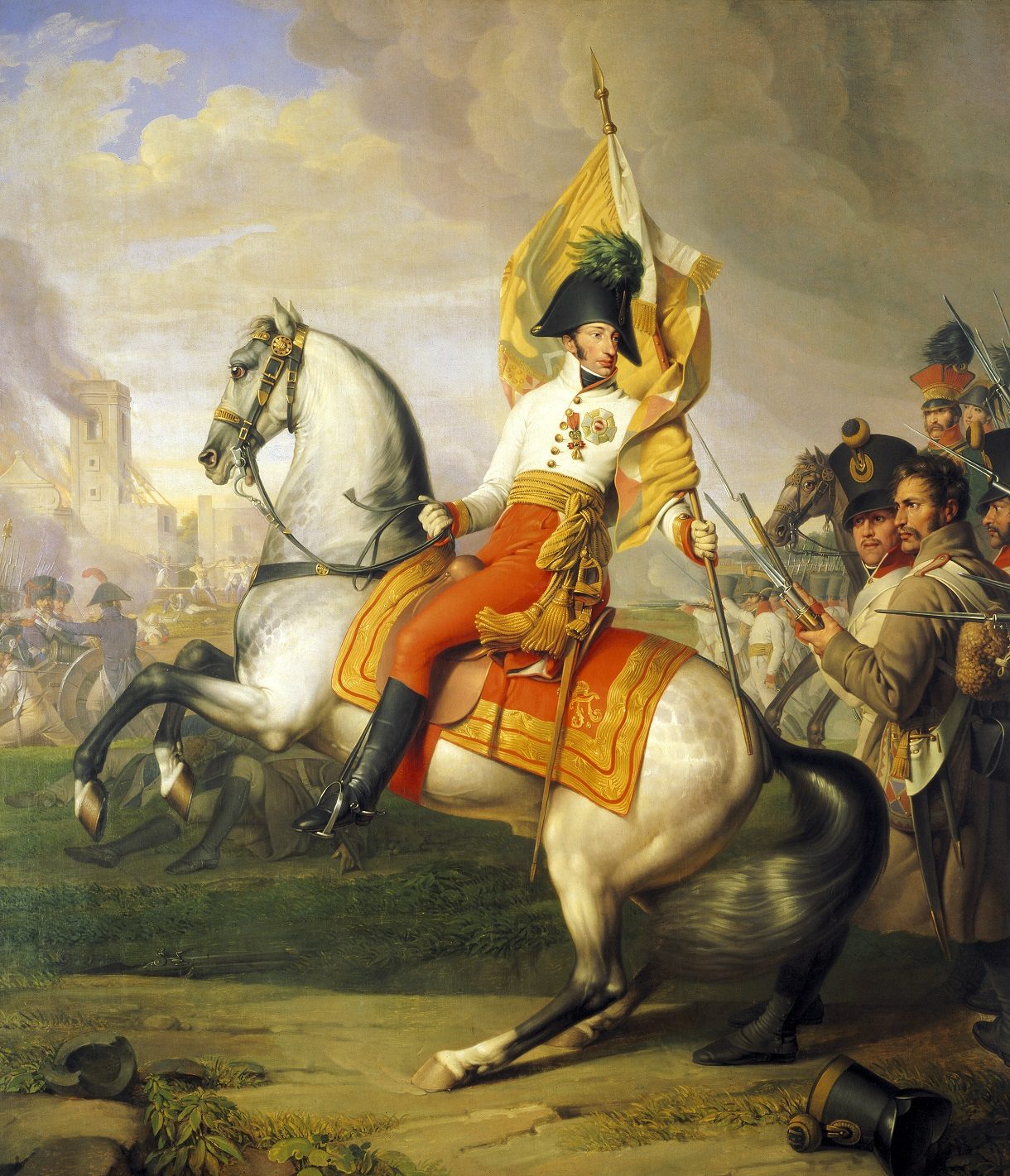
Ерцгерцог Карл з прапором полку очолює атаку під час битви при Асперні. Й. П. Крафт, 1812 р.
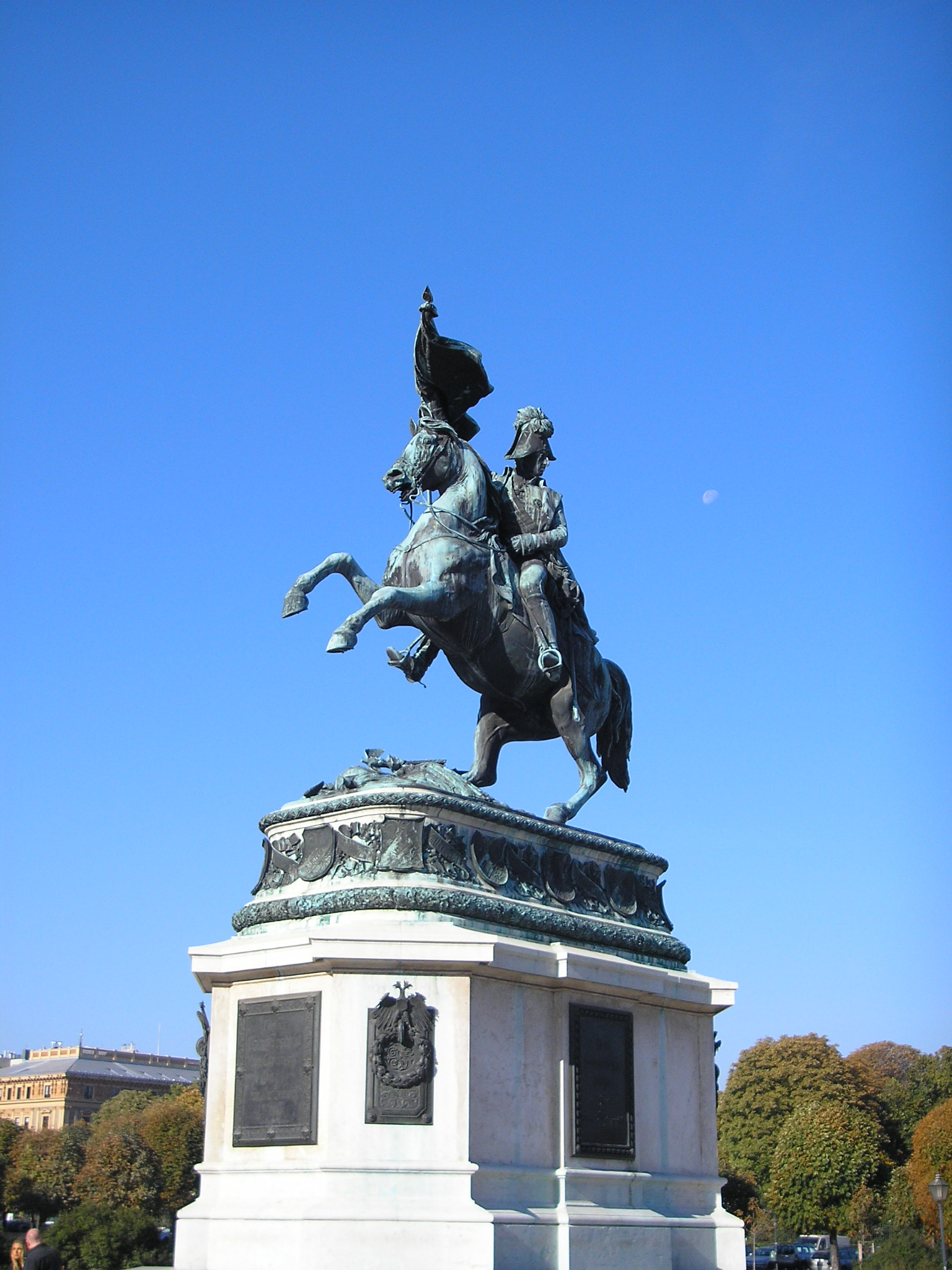
Пам'ятник ерцгерцогу Карлу на площі Героїв (Гельденплац) у Відні. Антон Домінік фон Френкорн, 1860.